# أونيل تومسون
أونيل تومسون (بالإنجليزية: O'Neil Thompson)‏ (11 أغسطس 1983 بكينغستون في جامايكا - ) هو لاعب كرة قدم جامايكي في مركز الدفاع. شارك مع منتخب جامايكا لكرة القدم. أما مع النوادي، فقد لعب مع نادي بارنسلي ونادي بويز تاون ونادي بيرتن ألبيون ونادي هيرفورد وأرنيت جاردنز وNotodden FK ‏.

## وصلات خارجية
- أونيل تومسون على موقع الاتحاد الدولي (مؤرشف)  (الإنجليزية)
- أونيل تومسون على موقع قاعدة بيانات كرة القدم.إي يو (الإنجليزية)
- أونيل تومسون على موقع ناشيونال فوتبول تيمز (الإنجليزية)
- أونيل تومسون على موقع Soccerbase.com (لاعب) (الإنجليزية)
- أونيل تومسون على موقع Soccerway.com (الإنجليزية)